# Веласко (граф Памплони)
Веласко Гаско́нський (ісп. Velasco el Guscón; д/н — 816) — граф Памплони в 799—816 роках.

## Життєпис
Походив з васконського роду Веласкотенес. Син Галіндо Веласкотенеса, графа Арагону і Сіртанії. Після 781 року Веласко з його родиною вигнали мусульмани з прабатьківських володінь.
Веласко вступив на службу до Франкської держави, отримавши від короля Карла I якісь володіння в Васконському герцогстві, за що дістав своє прізвисько. 799 року за допомогою франків організував заколот проти Мутаррифа ібн Муси, валі Памплони. В результаті Веласко став графом Памплони. В арабських джерелах значиться як валі Памплони.
Втім до 802 року мусив боротися проти Ініго Хіменеса, якого підтримував Муса I ібн Фортун, валі Сарагоси. В подальшому Веласко маневрував між Франкською державою, війська якої вдерлися на північ Піренеїв і кланом Бану Касі, що панував в Сарагосі і Туделі.
У 806 році в Памплоні стався заколот з метою знову передати місто під владу маврів. Повстання придушили військом, посланим Людовиком, королем Аквітанії. Натомість граф Веласко остаточно визнав над собою владу імператора Карла I, а Памплона як графство включили до Іспанської марки. Разом з іншими франкськими графами Веласко брав участь у походах проти маврів, але після смерті в 809 році Авреола, графа Арагону, був змушений перейти до оборони своїх володінь.
У 812 році, після придушення заколоту в герцогстві Васконія, імператор Людовик I прибув на чолі війська до Памплони, щоб запобігти тут можливому повстанню. Водночас Веласко для зміцнення свого становища уклав шлюб між братом Гарсією і Матроною, донькою Аснара I, графа Арагону.
У 816 році за наказом еміра ал-Хакама I Абд аль-Карім ібн Абд аль-Вахід ібн Мугіт здійснив похід в гірські райони, населені християнами. У битві при Панкорбо на річці Он (біля сучасного міста Міранда-де-Ебро) він розбив військо Альфонсо II, короля Астурії. В арабських історичних хроніках повідомляється, що на боці короля Астурії бився загін на чолі з Веласко. Потім Абд аль-Карім ібн Мугіт рушив до Памплони, яку захопив. Під час цих подій граф Веласко загинув. Новим графом Памплони було поставлено Ініго Інігесаа.